# 西香代子
西 香代子（にし かよこ、1959年3月27日 - ）は、アニメーションの色彩設定者、小説家。東京都出身。

## 略歴
日本アニメーションやぴえろ等に所属し、1985年より有限会社スタジオトムキャットを設立。その後フリーの色彩設定者となる。現在は、主にトムス・エンタテインメントやぴえろの作品に関わることが多い。
代表作は『マクロスプラス』や『白鯨伝説』、『劇場版 名探偵コナン』『イタズラなKiss』など。
2005年には、アニメーション業界を舞台にした長編小説『いつか逢える日まで』を発表（現在は文芸社から再版されている）。エッセイストとしても活動している。

## 主な参加作品

### テレビアニメ
- ゲームセンターあらし （1982年）色指定
- まんが日本史 （1983年 - 1984年）色指定
- キテレツ大百科 （1987年）仕上
- 白鯨伝説 （1997年 - 1999年）色彩設計
- ルパン三世 EPISODE:0 ファーストコンタクト （2002年）色彩設計[1]
- 京極夏彦 巷説百物語 （2003年）色彩設計[2]
- げんしけん （2004年）色彩設計
- ガラスの艦隊 （2006年）色彩設計
- イタズラなKiss （2008年）色彩設計[3]
- しろくまカフェ （2012年）色彩設計
- 神様はじめました （2012年）色彩設計[4]
- 僕らはみんな河合荘 （2014年）色彩設計
- 神様はじめました◎ （2015年）色彩設計[5]
- 鬼平 （2017年）色彩設計[6]

### OVA
- イース （1989年 - 1991年）色彩設定
- 装甲巨神Zナイト （1991年）色彩設計
- 雲界の迷宮ZEGUY（1993年）色彩設定
- マクロスプラス （1994年 - 1995年）色彩設定
- からくりの君 （2000年）色彩設計[7]
- Wind -a breath of heart- （2004年）色彩設計
- ルパン三世 GREEN vs RED （2008年）色彩設定[8]
- 名探偵コナン 工藤新一 謎の壁と黒ラブ事件 （2008年）色彩設計

### 劇場アニメ
- ニルスのふしぎな旅 （1982年）仕上検査
- ウルトラニャン 星空から舞い降りたふしぎネコ （1997年）色彩設計
- ウルトラニャン2 ハッピー大作戦 （1998年）色彩設計
- 名探偵コナンシリーズ
  - 名探偵コナン 瞳の中の暗殺者 （2000年）色彩設計、色指定
  - 名探偵コナン 天国へのカウントダウン （2001年）色彩設計
  - 名探偵コナン ベイカー街の亡霊 （2002年）色彩設計
  - 名探偵コナン 迷宮の十字路 （2003年）色彩設計[9]
  - 名探偵コナン 銀翼の奇術師 （2004年）色彩設計[10]
  - 名探偵コナン 水平線上の陰謀 （2005年）色彩設計[11]
  - 名探偵コナン 探偵たちの鎮魂歌 （2006年）色彩設計[12]
  - 名探偵コナン 紺碧の棺 （2007年）色彩設計[13]
  - 名探偵コナン 戦慄の楽譜 （2008年）色彩設計[14]
  - 名探偵コナン 漆黒の追跡者 （2009年）色彩設計[15]
  - 名探偵コナン 100万ドルの五稜星（2024年）色彩設計[16]
  - 名探偵コナン 隻眼の残像（2025年）色彩設計[17]
- パルムの樹 （2002年）色彩設計
- 劇場版 NARUTO -ナルト- 大激突!幻の地底遺跡だってばよ （2005年）色彩設計[18]
- 鬼神伝 （2011年）色彩設計
- 劇場版 ハヤテのごとく! HEAVEN IS A PLACE ON EARTH （2011年）OP色指定、OP仕上検査

## 主な著書
- マッシュくんのふしぎなひろいもの （1995年）新風舎 ISBN 4883065081
- いつか逢える日まで （2005年）新風舎 ISBN 4797457279